# 北区飛鳥山博物館
北区飛鳥山博物館（きたくあすかやまはくぶつかん）は、東京都北区の飛鳥山公園内にある博物館。主に、北区の郷土資料を扱っている。「飛鳥山3つの博物館」の真ん中に位置している。

## 概要
2階部分が入口となっており、受付と講堂、そして奥に企画展示室がある。3階に飛鳥山アートギャラリー、資料の閲覧コーナー、体験学習室、軽食コーナーがあり、1階部分が常設展示室である。常設展示は、1つの象徴展示（豊島郡衙の正倉の復元）、13の時代別に分類したテーマ展示、そして荒川の生態系を取り上げた展示により構成されている。企画展示は、概ね春と秋の年2回。その他、スポット展示なども行われている。

## 沿革
- 1998年（平成10年）3月27日 - 隣接する紙の博物館、渋沢史料館とともに「飛鳥山3つの博物館」として開館。
- 2009年（平成21年）12月15日 - 常設展示リニューアルなどのため一時休館。
- 2010年（平成22年）3月27日 - リニューアルオープン。

## 特記事項
開館時間・休館日・料金その他の利用案内は、公式サイトを参照のこと。